# Gabriel (Czepur)
Gabriel, imię świeckie Grigorij Markiełłowicz Czepur (ur. 27 listopada?/9 grudnia 1874 w okolicach Chersonia, zm. 14 marca 1933 w Pančevie) – rosyjski biskup prawosławny. 

## Życiorys
Był synem wojskowego. W 1896 ukończył studia teologiczne w Kijowskiej Akademii Duchownej z tytułem kandydata nauk teologicznych. W tym samym roku złożył wieczyste śluby mnisze, po czym przyjął święcenia diakońskie i kapłańskie. Przez kilka miesięcy nauczał w seminarium duchownym w Nowogrodzie, po czym w końcu 1896 został przeniesiony na stanowisko wykładowcy homiletyki i liturgiki w misyjnym seminarium duchownym w Ardonie. Od 1899 do 1901 był jego inspektorem, następnie pełnił analogiczne obowiązki w seminarium w Mohylewie. W 1902 otrzymał godność archimandryty i został rektorem seminarium duchownego w Połtawie. Skłócony z kadrą szkoły, w 1906 odszedł z wymienionego stanowiska i został mianowany proboszczem cerkwi Dwunastu Apostołów w Moskwie. W 1908 powierzono mu stanowisko rektora Wifańskiego Seminarium Duchownego. 
30 grudnia 1909, dzięki rekomendacji ordynariusza eparchii kiszyniowskiej arcybiskupa Serafina, otrzymał nominację na jej wikariusza z tytułem biskupa izmaelskiego. Jego chirotonia biskupia odbyła się 17 stycznia 1910. W listopadzie 1911 jego tytuł uległ zmianie na biskup akermański. Uczestniczył w obradach Soboru Lokalnego Rosyjskiego Kościoła Prawosławnego w latach 1917–1918. Po zajęciu Besarabii przez wojska rumuńskie w 1918 odmówił przejścia w jurysdykcję Rumuńskiego Kościoła Prawosławnego, przez co został zmuszony do wyjazdu z eparchii kiszyniowskiej. Udał się do Odessy. Patriarcha moskiewski i całej Rusi Tichon wyznaczył go na biskupa czelabińskiego, jednak trwająca w Rosji wojna domowa uniemożliwiła mu wyjazd do nowej eparchii. Pozostał na południowych ziemiach dzisiejszej Ukrainy i uczestniczył w tworzeniu Tymczasowego wyższego zarządu cerkiewnego na południowym wschodzie Rosji, kontrolującego struktury prawosławne na terenie pozostającym pod kontrolą Białej Armii. 
W styczniu 1920 razem z arcybiskupami Eulogiuszem (Gieorgijewskim) i Jerzym (Jaroszewskim) oraz biskupami Mitrofanem (Abramowem) i Apolinarym (Koszewym) ewakuował się z Noworosyjska i udał się do Belgradu. Za zgodą metropolity belgradzkiego Dymitra zamieszkał w monasterze Grgeteg. Uczestniczył w tworzeniu Rosyjskiego Kościoła Prawosławnego poza granicami Rosji. Do końca lat 20. XX wieku, gdy postępująca choroba uniemożliwiła mu szerszą aktywność, łączył działalność duszpasterską z pracą katechety w rosyjskim instytucie dla panien w Novi Bečej, a następnie także w gimnazjum dla dziewcząt (Rosjanek i Serbek) w mieście Velika Kikinda. 
W zgodnej opinii współczesnych Gabriel (Czepur) był wybitnym znawcą liturgiki i śpiewu cerkiewnego. Zajmował się harmonizacją starych melodii cerkiewnych na potrzeby chóralnego śpiewu wielogłosowego. Większość jego prac zaginęła lub uległa zniszczeniu w czasie jego wyjazdu z Rosji. 
W 1930 podniesiony do godności arcybiskupiej, trzy lata później zmarł po długiej chorobie.